# Diócesis de Roskilde (antigua)
La diócesis de Roskilde (en latín: Dioecesis Roskildensis y en danés: Roskilde Stift) fue una circunscripción eclesiástica de la Iglesia católica en Dinamarca. Fue suplantada por una superintendencia luterana el 2 de septiembre de 1537 por decisión del rey de Dinamarca y Noruega y quedó suprimida de hecho al fallecer su último obispo católico el 1 de mayo de 1542. Se trataba de una diócesis latina, sufragánea de la arquidiócesis de Lund. 

## Territorio y organización
La diócesis extendía su jurisdicción sobre los fieles católicos de rito latino residentes en parte de la actual región de Selandia, comprendiendo las islas de Selandia y Møn y la actualmente alemana isla de Rügen (en el estado de Mecklemburgo-Pomerania Occidental). Al momento de la supresión de la diócesis era parte del Reino de Dinamarca y Noruega. Desde el 29 de abril de 1953 el área es parte de la diócesis de Copenhague.
La sede de la diócesis se encontraba en la ciudad de Roskilde, en donde se encuentra la Catedral de San Lucio, que hoy pertenece a la Iglesia del Pueblo Danés.

## Historia

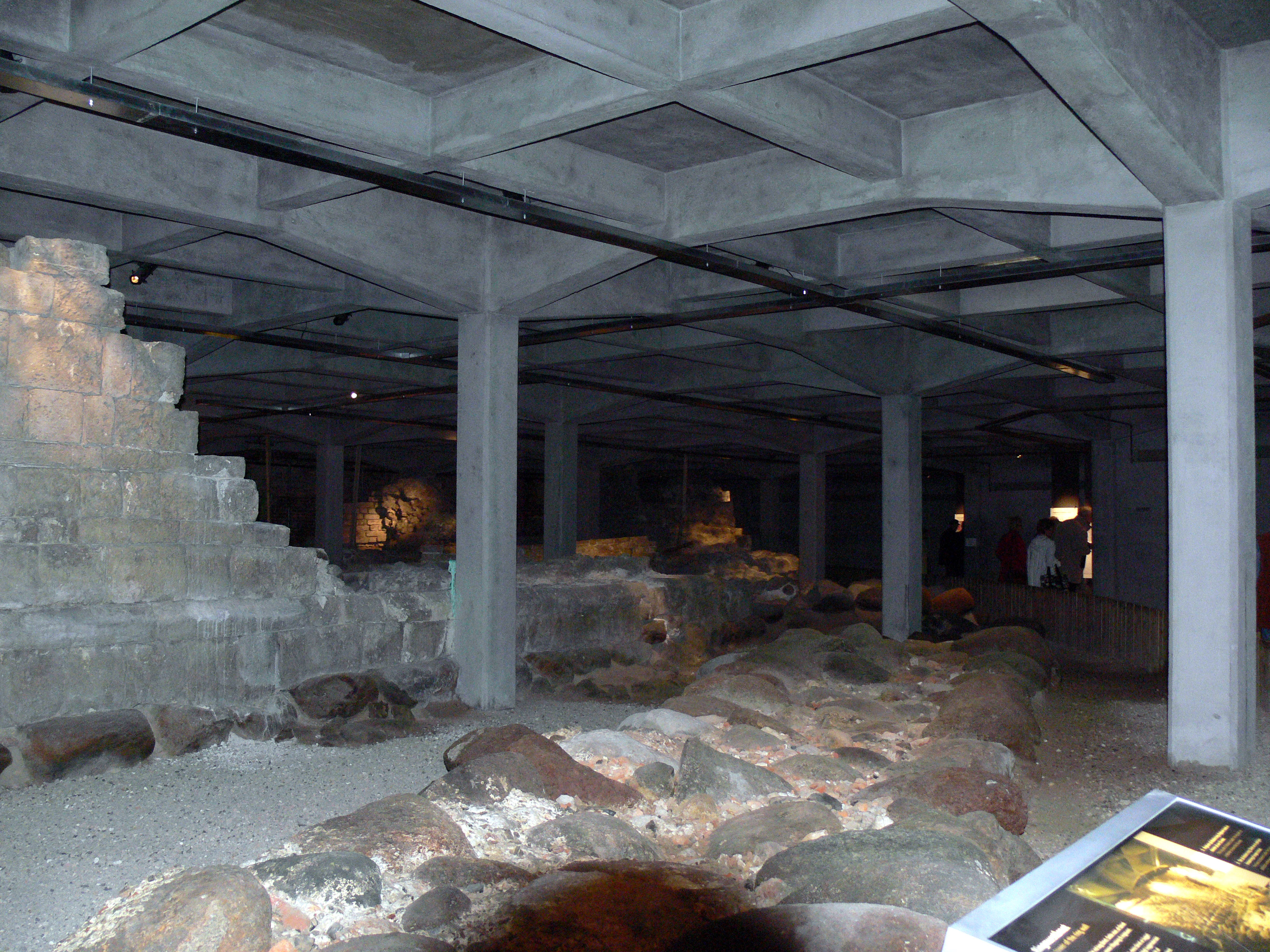
Las ruinas del castillo de Absalón en el Palacio de Christiansborg en Copenhague

La diócesis de Roskilde fue erigida en 991 derivando su territorio de la arquidiócesis de Hamburgo-Bremen. El primer obispo históricamente tangible fue Gerbrand (de origen probablemente alemán), a quien el rey Canuto II de Dinamarca (rey de Inglaterra en unión personal) había hecho consagrar por el arzobispo de Canterbury en 1022. De camino a Dinamarca, fue hecho prisionero por el arzobispo Unwan de Hamburgo-Bremen, que quería protegerse de que Canuto retirara a la Iglesia danesa de su jurisdicción. Gerbrand tuvo que prometer obediencia a Unwan y luego se convirtió en mediador entre Unwan y el rey Canuto, de modo que la ley de Hamburgo-Bremen fue respetada formalmente a partir de entonces.
En 1060 cedió los territorios ahora pertenecientes a Suecia para la erección de las diócesis de Dalby y de Lund.
Originalmente sufragánea de la arquidiócesis de Hamburgo-Bremen, en 1104 se convirtió en sufragánea de arquidiócesis de Lund, ciudad que era parte del Reino de Dinamarca. 
La sede episcopal del obispo era la Catedral de Roskilde pero circa 1060 el obispo Absalón recibió el pequeño asentamiento portuario Havn como feudo real y a partir de 1167, cuando el obispo Absalón completó en Havn un nuevo palacio episcopal conocido como el castillo de Absalón en la pequeña isla de Slotsholmen, residió allí, que más tarde se convirtió en la actual capital danesa, Copenhague.
La isla de Rügen, conquistada por Dinamarca, se incorporó al territorio de la diócesis con una bula del papa Alejandro III en 1169.
En el siglo XIII los obispos a menudo estaban involucrados en conflictos armados con los reyes daneses. A finales de la Edad Media siempre sirvieron como cancilleres del Imperio. Aproximadamente una cuarta parte de la tierra de Selandia pertenecía a la diócesis; superó incluso a la arquidiócesis de Lund en riqueza.

### Reforma protestante
Como conclusión de la guerra del Conde, el 6 de agosto de 1536 Cristián III entró en Copenhague y en la noche del 12 de agosto llevó a cabo un golpe de Estado durante el cual fue capturado el arzobispo Torbern Bille de Lund junto con dos obispos que estaban en la ciudad. Luego los demás obispos del reino fueron detenidos. El rey convocó una asamblea de notables en Copenhague el 20 de octubre de 1536, en la que se decidió que los obispos debían ser depuestos y sus bienes confiscados en beneficio de la corona.
El 2 de setiembre de 1537 el rey Cristián III firmó el Ordinatio ecclesiastica regnorum Daniae et Norwegiae et ducatuum Slesvicencis, Holtsatiae etc. etc., por el que en el Reino de Dinamarca y Noruega las diócesis fueron convertidas en superintendencias luteranas, suplantando formalmente a las diócesis católicas. Peder Palladius fue nombrado superintendente de Selandia sin haber sido consagrado obispo, por lo que esa Iglesia no continuó la sucesión apostólica. En un esfuerzo por reformar la Iglesia, Palladius ordenó la eliminación de lo que él llamaba “Uryd” de las iglesias dentro de su diócesis. Entre ellos había imágenes de santos, altares, reliquias y textos para servicios de misa que él consideraba restos de la era papista. También restringió el acceso a los lugares de peregrinación dentro de la diócesis, aunque no pudo abolir la práctica. Sus esfuerzos se encontraron con cierta resistencia por parte del clero dentro de la diócesis, aunque muchos aceptaron las reformas para proteger sus propios intereses. Una carta de 1551 del rey menciona que muchos del clero se mantuvieron firmes en sus creencias, para su frustración, y que iban a recibir instrucciones directamente de Paladio en su nombre.
El depuesto obispo Joachim Rønnow murió en prisión en el Castillo de Copenhague el 1 de mayo de 1542, quedando de hecho suprimida la diócesis católica habiendo sido prohibido el catolicismo en el reino. La superintendencia de Selandia (sin la isla de Rügen) fue renombrada diócesis de Selandia de la Iglesia del Pueblo Danés. La diócesis de Roskilde de la Iglesia luterana fue restablecida en 1922.

### Sede titular
Durante el siglo XX Roskilde ha sido sede titular de la Iglesia católica. El único obispo titular fue Josef Ludwig Brems, vicario apostólico de Dinamarca. La sede titular fue establecida el 10 de octubre de 1922, quedó vacante el 5 de abril de 1958 y fue suprimida en 1964.

## Episcopologio
- Godebald †
- Gerbrand † (1010/1020-circa 1030 falleció)
- Aage † (1030 consagrado-1043 falleció)
- Vilhelm † (1044-8 de mayo de 1074 falleció)
- Svend Nordmand † (1079-1088 falleció)
- Arnold † (1089-? falleció)
- Peder Bodelson † (1124-4 de junio de 1134 falleció)
- Eskil † (1134-1138 nombrado arzobispo de Lund)
- Rike I † (1138-18 de octubre de 1139 falleció)
- Rike II † (?-circa 1148 nombrado obispo de Schleswig)
- Asser † (1143-18 de abril de 1156 o 1157 falleció)
- Absalón † (1158-1191 renunció)
- Peder Sunesen † (1192 consagrado-29 de octubre de 1214 falleció)
- Peder Saxesen † (1217-11 de enero de 1224 nombrado arzobispo de Lund)
- Peder Jacobsen † (1224-18 de mayo de 1225 falleció)
- Niels Stigsen † (1226 consagrado-23 de septiembre de 1249 falleció)
- Jakob Erlandsen † (1249-13 de agosto de 1253 nombrado arzobispo de Lund)
- Peder Bang † (1253-23 de junio de 1277 falleció)
- Stig † (1278 consagrado-11 de septiembre de 1280 falleció)
- Ingvar † (1280-23 de abril de 1290 falleció)
- Jens Krag † (1290-7 de agosto de 1300 falleció)
- Oluf † (16 de febrero de 1304-9 de marzo de 1320 falleció)
- Jens Hind † (19 de marzo de 1322-24 de marzo de 1330 falleció)
- Jens Nyborg, O.P. † (15 de junio de 1330-23 de enero de 1344 falleció)
- Jacob Poulsen † (1344-mayo de 1350 falleció)
- Henrik Gertsen † (1350-17 de octubre de 1368 falleció)
- Niels Jacobsen Ulfeldt † (21 de julio de 1369-18 de enero de 1395 falleció)
- Peder Jensen Lodehat † (3 de julio de 1395-21 de octubre de 1416 falleció)
- Jens Andersen Lodehat † (9 de marzo de 1418-15 de julio de 1431 falleció)
- Jens Pedersen Jernskæg † (7 de enero de 1432-13 de septiembre de 1448 falleció)
- Oluf Daa † (13 de enero de 1449-13 de febrero de 1461 falleció)
- Oluf Mortensen Baden † (12 de junio de 1461-28 de agosto de 1485 falleció)
- Niels Skave † (4 de noviembre de 1485-12 de noviembre de 1500 falleció)
- Johan Jepsen Ravensberg † (21 de abril de 1501-abril de 1512 falleció)
- Lage Jørgensen Urne † (20 de agosto de 1512-29 de abril de 1529 falleció)
- Joachim Rønnow † (?-1 de mayo de 1542 falleció)

### Obispo titular
- Josef Ludwig Brems, O.Praem. † (10 de octubre de 1922-5 de abril de 1958 falleció)